# Абай-сунгайська мова
Аба́й-сунга́йська мо́ва (англ. Abai Sungai language) — одна з мов Малайзії. Належить до малайсько-полінезійської групи австронезійських мов. Поширена в штаті Сабах, в низинах річки Кінабатанган, в селищі Сунгай. Носії мови — сунгайці, мусульманська етнічна група; станом на 2000 рік їх нараховувалося близько 500 осіб. Поступово асимілюється зі стандартною малайською мовою. Не має системи письма.

## Назви
- Абай-сунгайська мова, або Абай-Сунгай (англ. Abai Sungai language)[1]
- Сунгайська мова, або Сунгай (англ. Sungai language)[1]
- Сунґайська мова, або Сунґай (англ. Sungai language)[1]

## Класифікація
- Згідно з Ethnologue[1]:

1. Австронезійські мови
  1. Малайсько-полінезійські мови
    1. Мови Північного Борнео
      1. Сабахські мови
        1. Пайтанські мови
          1. Абай-сунгайська мова